# جام ساقي
جام ساقي هو الأمين العام السابق للحزب الشيوعي الباكستاني. والتحق بمنظمة الكفاح (فرع التيار الماركسي الأممي بباكستان).

## نشأته وتعليمه وبداية حياته السياسية
ولد جام ساقي يوم 31 أكتوبر 1944 في قرية تدعى جانجهي بمقاطعة شاشارو السندية في باكستان. من أبوين يشتغلان في التعليم بأحد المدارس الابتدائية.
بدا نشاطه السياسي في مرحلة الثانوية، سنة 1961، حيث ألقى خطابا في مدرسة مهنية. إذ قام أحد المناضلين من الحزب الشيوعي بتأطيره لاستقطابه للحزب وعند التحاقه بالكلية سنة 1962 التحق بالحزب الشيوعي الباكستاني.

## تجربة الاعتقال والتعذيب
شارك في العديد من المظاهرات الطلابية سنة 1968 ومن بينها كانت مظاهرة انطلقت من الجامعة إلى المدينة ضد تدخل الدولة في شؤون الجامعة. شارك في تلك المظاهرة أكثر من 1000 طالب. تم اعتراض طريق المتظاهرين وتعرضوا للقمع والاعتقال. كانت هذه أول تجربة لجام ساقي مع الاعتقال الذي سيتعرض له سبعة مرات في حياته لاحقا.
كانت التجربة الأولى في ظل ديكتاتورية أيوب خان لكنه لم يقضِ في السجن الا اياما معدودة حوالي 20 يوم فاطلق سراحه هو وزملاءه الطلبة تحت ضغط المظاهرات الطلابية الاحتجاجية على اعتقالهم.
المرة الثانية كانت في عهد ذي الفقار علي بوتو وحكم عليه بسنة سجنا و15 جلدة، بتهمة الخيانة لتنديده ومعارضته لممارسات الجيش ضد الشعب البنغالي أثناء حرب استقلال بنغلاديش.
بعد انقلاب محمد ضياء الحق على بوتو مثَل جام ساقي أمام لجنة عسكرية. وقد آزره العديد من المحامين والشخصيات العامة الباكستانية ومن بينهم بنازير بوتو التي قالت في المحكمة أن ساقي لم يخرق الدستور، ومن خرق الدستور هو ضياء الحق. وحكم على ساقي بعشر سنوات سجنا، وخلال فترة سجنه تعرض لشتى أساليب التعذيب كالحرمان من النوم، والضرب بشكل منتظم (بواسطة السياط، خلف الركبتين عادة أو على الفخذ والردفين)، وطريقة التعذيب الصينية بالماء (كان الضحية يربط فوق مقعد معلق فوقه كيس مملوء بالماء. ينزل الماء قطرة، قطرة ببطء فوق رأسه، هذه الطريقة تسبب عذابا لا يمكن تخيله).
خلال هذه التجربة الثالثة للاعتقال قضى ثماني سنوات في السجن، سبعة سنوات منها في السجن الانفرادي. فأطلق سراحه قبل أن يكمل مدة حكمه على اثر حملة أممية من تنظيم الحركة العمالية والأحزاب الشيوعية، التي كانت تنظم مظاهرات واحتجاجات في جميع البلدان التي يزورها ضياء الحق، فاطلق سراحه يوم 10 دجنبر من سنة 1986.

## النشاط السياسي
بعد إطلاق سراحه ذهب في جولة عبر باكستان. كانت هناك مظاهرات عارمة في لاهور والسند إضافة إلى مسيرات ترحيب. وزار العديد من البلدان (ألمانيا، السويد، الدنمرك، المملكة المتحدة. في بريطانيا...) بتفويض من الحزب الشيوعي الباكستاني.
في دجنبر 1990 أصبح جام ساقي أمينا عاما للحزب، لكنه لم يكن على توافق مع قيادة الحزب في المسائل النظرية والسياسية. لذا استقال من الحزب في أبريل 1991، بعد انهيار الاتحاد السوفييتي، اعتبارا منه أن الحزب الشيوعي الباكستاني أصبح عاجزا عن تقديم تفسير صحيح للأحداث لأعضائه، وذلك على اثر انقلاب الجيش الروسي سنة 1991.
التحق جام ساقي بمنظمة الكفاح، الفرع الباكستاني للتيار الماركسي الأممي بعد لقاءه بأكبر منظري التيار آلان وودز من ويلز ولال خان من باكستان.